# 美里町 (埼玉県)
美里町（みさとまち）は、埼玉県の北西部に位置し、児玉郡に属する町。
人口は約1万人。

## 地理
- 山: 陣見山、鐘撞堂山、堂前山、諏訪山
- 河川: 小山川、志戸川、天神川
- 湖沼: 円良田湖、小茂田池

## 歴史
- 1889年4月1日 - 町村制施行により、那珂郡広木村・駒衣村・中里村・古郡村・甘粕村・木部村が合併し、松久村となる[2]。那珂郡白石郷・猪俣村・円良田村が合併し、大沢村となる[3]。児玉郡阿那志村・根木村・沼上村・関村・下児玉村・南十条村・北十条村・小茂田村が合併し、東児玉村となる[4]。
- 1896年4月1日 - 那珂郡が廃止され、児玉郡に編入される。
- 1954年5月 - 3村合併協議会発足
- 1954年10月1日 - 児玉郡松久村・大沢村・東児玉村が合併し、美里村となる[5][6]。村名は住民投票を基に採用。
- 1957年4月1日 - 大字広木の一部を児玉町大字児玉に編入[7]。
- 1974年10月 - 合併20周年記念式典挙行。
- 1976年4月1日 - 児玉町との間で境界変更。（大字下児玉の一部と児玉町大字下浅見の一部）
- 1981年6月1日 - 大里郡岡部町との間で境界を変更。（大字関の一部と岡部町大字後榛沢の一部）
- 1984年10月1日 - 町制施行し美里町となる[8]。合併30周年記念式典挙行。
- 1984年12月1日 - 大里郡岡部町との間で境界を変更。（大字関の一部と岡部町大字後榛沢の一部）
- 1987年3月19日 - 防災行政無線運用開始。
- 1989年3月1日 - 大里郡岡部町との間で境界を変更。（大字関の一部と岡部町大字後榛沢の一部）
- 1989年10月 - 合併35周年、町制5周年記念式典挙行。
- 1992年12月 - 戸田市と姉妹都市提携調印。
- 1994年10月 - 合併40周年、町制10周年記念式典挙行。
- 2002年2月 - 松久駅改築。
- 2004年10月1日 - 合併50周年・町制20周年となる。11月、記念イベントも行われる。
- 2004年10月 - まごころ国体で、綱引き競技を開催。炬火リレーも行われる。

## 人口
| |                                        |  |
| 美里町と全国の年齢別人口分布（2005年） | 美里町の年齢・男女別人口分布（2005年） |  |
| ■紫色 ― 美里町 ■緑色 ― 日本全国 | ■青色 ― 男性 ■赤色 ― 女性              |  |
| 美里町（に相当する地域）の人口の推移 \| 1970年（昭和45年） \| 10,493人 \| \| \| 1975年（昭和50年） \| 10,650人 \| \| \| 1980年（昭和55年） \| 11,030人 \| \| \| 1985年（昭和60年） \| 11,546人 \| \| \| 1990年（平成2年） \| 11,797人 \| \| \| 1995年（平成7年） \| 12,197人 \| \| \| 2000年（平成12年） \| 12,107人 \| \| \| 2005年（平成17年） \| 11,963人 \| \| \| 2010年（平成22年） \| 11,607人 \| \| \| 2015年（平成27年） \| 11,207人 \| \| \| 2020年（令和2年） \| 11,039人 \| \| |                                        |  |
| 総務省統計局 国勢調査より |                                        |  |
| 1970年（昭和45年） | 10,493人                               |  |
| 1975年（昭和50年） | 10,650人                               |  |
| 1980年（昭和55年） | 11,030人                               |  |
| 1985年（昭和60年） | 11,546人                               |  |
| 1990年（平成2年） | 11,797人                               |  |
| 1995年（平成7年） | 12,197人                               |  |
| 2000年（平成12年） | 12,107人                               |  |
| 2005年（平成17年） | 11,963人                               |  |
| 2010年（平成22年） | 11,607人                               |  |
| 2015年（平成27年） | 11,207人                               |  |
| 2020年（令和2年） | 11,039人                               |  |

## 行政

### 歴代首長
- 小林庄三郎（1954年11月 - 1962年11月）
- 下山恭司（1962年11月 - 1970年11月）
- 小林三郎（1970年11月 - 1974年11月）
- 新井富士重（1974年11月 - 1986年11月）
- 春山一三（1986年11月 - 1992年4月）
- 野口重信（1992年5月 - 2008年5月）
- 原田信次（2008年5月 - ）

### 広域行政
- 児玉郡市広域市町村圏組合：本庄市、美里町、神川町とともに、老人福祉、ごみ処理(収集運搬を除く)、余熱利用施設、し尿処理(収集運搬を除く)、こだま聖苑（火葬場）の運営、職員研修、広域総合センターの運営、児玉郡市広域消防本部の運営、火薬類取締法・液化石油ガス法・高圧ガス保安法に基づく事務を行っている。

## 姉妹都市
- 埼玉県戸田市 - 1992年12月1日締結

## 経済

### 事業所を置く主な企業
- 武州製薬美里工場（エーザイより譲渡）
- キヤノン電子美里事業所

## 地域

### 公共施設

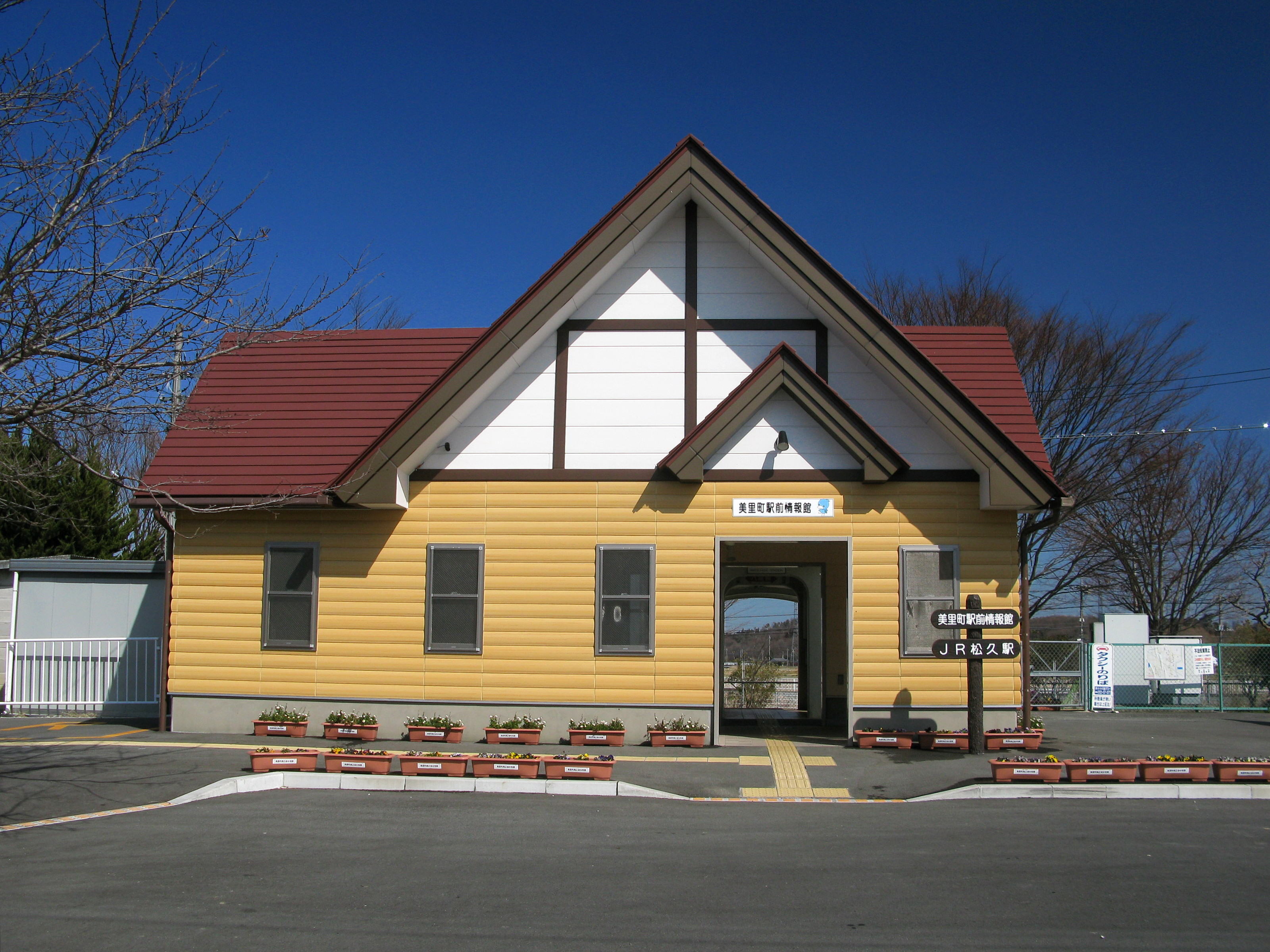
松久駅前情報館

町の施設
- コミュニティセンター
- 就業改善センター
- 美里町遺跡の森館
- 美里町立図書館（森の図書館）
- 町民体育館
- 町民武道館
- 松久駅前情報館
- 遺跡の森総合公園
- 保健センター
- 地域包括支援センター
- 美里町社会福祉協議会
- シルバー人材センター
- 中央公民館
- 松久公民館
- 東児玉公民館
- 大沢公民館

### 教育
保育園
- みさと保育園
- みざくら保育園
- ようりん保育園
- 松久保育園

幼稚園
- 美里さくら幼稚園

小学校
- 美里町立東児玉小学校
- 美里町立松久小学校
- 美里町立大沢小学校

中学校
- 美里町立美里中学校

### 消防
- 児玉郡市広域消防本部（本庄市）
  - 美里分署
- 美里町消防団

### 警察
- 児玉警察署（本庄市児玉町）
  - 東児玉駐在所
  - 大沢駐在所

### 電話番号
市外局番は町内全域が「0495」。同一市外局番の地域との通話は市内通話料金で利用可能（本庄MA）。収容局は埼玉美里局のみ。

### 郵便番号
郵便番号は町内全域が「367-01xx」（児玉郵便局が集配を担当）である。

## 交通

### 鉄道
東日本旅客鉄道（JR東日本）
- 八高線
  - 松久駅

### 路線バス
- 県北都市間路線代替バス（武蔵観光）
- 美里町町内循環バス（彩国観光バスに委託）- 2014年に廃止

### タクシー
タクシーの営業区域は県北交通圏で、熊谷市・深谷市・本庄市・行田市・加須市・羽生市などと同じである。

### 道路
高速道路
- 関越自動車道
町内にインターチェンジはないが、町境から100m程度、町役場からは1km強の近距離にあり、美里町主体で設置された寄居SICが最寄となる（2019年3月に下り線側、2021年3月に上り線側が開通）。

一般国道
- 国道254号

県道
- 主要地方道
  - 埼玉県道31号本庄寄居線
  - 埼玉県道75号熊谷児玉線

- 一般県道
  - 埼玉県道175号小前田児玉線
  - 埼玉県道349号広木折原線
  - 埼玉県道352号児玉町蛭川普済寺線

## 祭事・旧跡・名所
自然に恵まれ、ブルーベリーなどの観光果樹園が町内各地にある。歴史も深く、文化財も多数残る。

### 祭り、行事

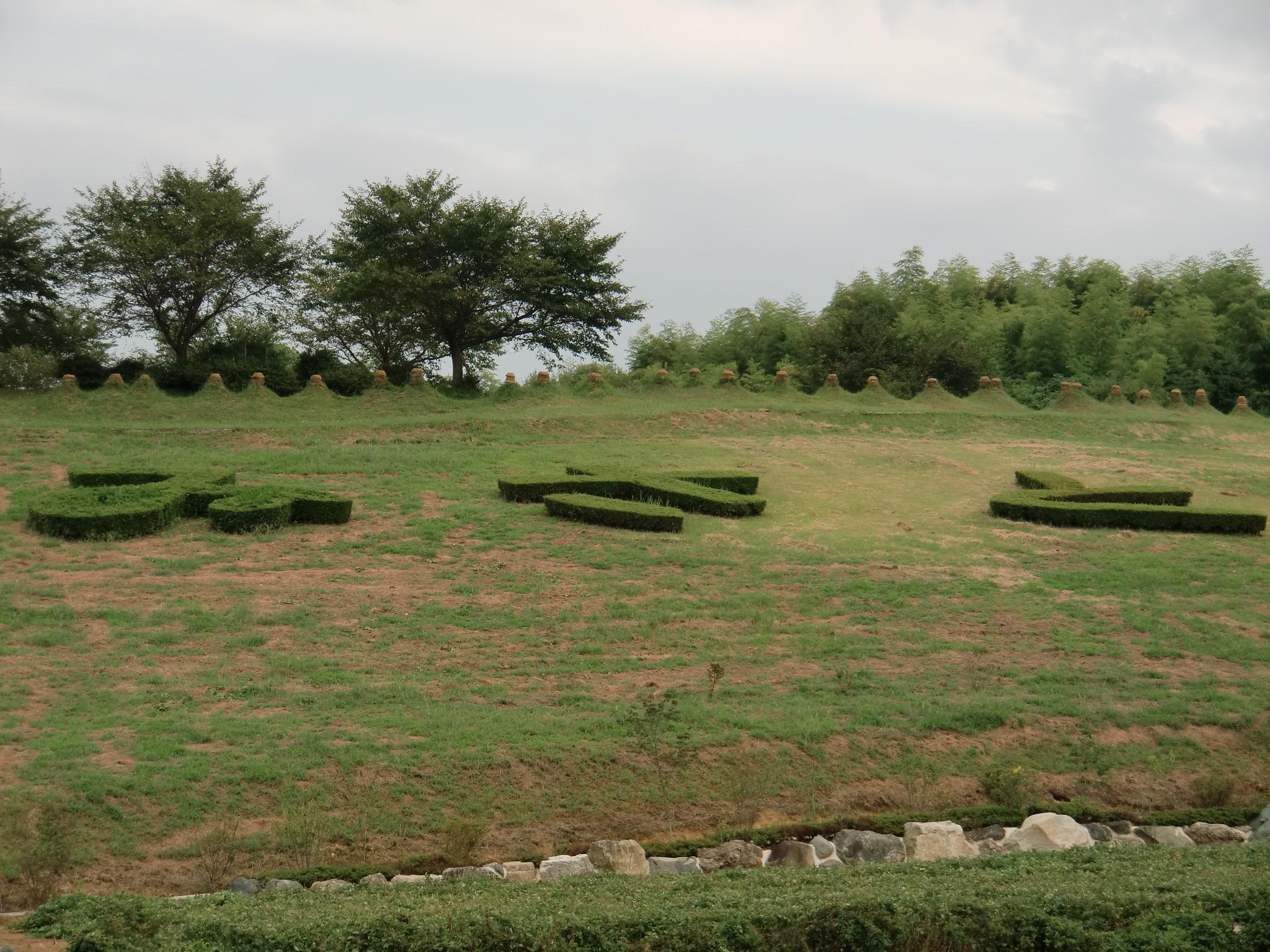
猪俣百八燈の塚

- ポピーまつり ‐4月下旬-5月下旬‐
猪俣地区で開催されている行事。約3.5ヘクタールの敷地内に4種のポピーが咲き揃い、各種イベント（鳴子踊り・農産物直売など）も行われる。
- 猪俣百八燈（国の重要無形民俗文化財）及び美里夏祭り花火大会‐8月15日‐
猪俣百八燈は、猪俣地区で開かれる、堂前山に築かれた百八の塚に火をともす伝統の行事。美里夏祭り花火大会も同時に開かれ、大勢の観客でにぎわう。花火の打ち上げ数は、約5000発（2005年）。
- コスモスまつり ‐10月‐
下児玉地区で毎年10月に開催されているまつり。約5haの敷地内にコスモスが咲きわたり、各種イベント（熱気球体験搭乗・農産物直売など）も行われる。
- 関の獅子舞（町指定有形文化財） ‐10月‐
関地区で10月に開かれる獅子舞の祭。

### 遺跡、旧跡等
- 真東寺
- 常福寺
- 正観寺
- 長坂聖天塚古墳
- 水殿瓦窯跡（国の史跡）
沼上地区にある鎌倉時代の窯で、4基が確認されている。文治5年（1189年）に源頼朝が建立したといわれている永福寺跡から見つかった瓦と似ているので、永福寺修理に使われた瓦が生産されたのがここだといわれる。
- さらし井（県指定旧跡）
広木地区にある、奈良時代に織布を洗いさらすために使用された井戸の遺跡。
- 義民遠藤兵内の墓
美里町周辺で農民が起こした一揆（伝馬騒動）の中心になった義民、遠藤兵内の墓。兵内は、打ちこわしの犯人とされ、無念の死を遂げた。
- 猪俣小平六範綱の墓
猪俣小平六範綱は、武蔵七党の一つ、猪俣党として功績を残した武士。
- 応安の板碑（町指定文化財）
集古十種（松平定信編纂）に記載される。そこには「桐生碑」として記載されるが、桐生には見つからず長年桐生の郷土史家の謎となっていた。偶然埼玉の資料を見た小林一好に発見される。詳細は「桐生碑発見顛末記」（小林一好　昭和41年3月）に記されている。白石の臨済宗妙心寺派宗清寺 (埼玉県美里町)にある。

### 名所、観光
- 観光果樹園 美里町の観光果樹園
ブルーベリー（植栽4ha）、プルーン等の果実が、フレッシュ果実として観光果樹園で育てられている。夏のシーズンには収穫体験ができる。

## 著名な出身者
- アバンティーズ（YouTuber）
- 髙橋秀裕（数学者、大正大学学長）